# Switzerita
La switzerita es un mineral de la clase de los minerales fosfatos, y dentro de esta pertenece al llamado “grupo de la switzerita”. Fue descubierta en 1967 en Kings Mountain del condado de Cleveland, en el estado de Carolina del Norte (EE. UU.), siendo nombrada así en honor de George S. Switzer, mineralogista estadounidense.

## Características químicas
Es un fosfato hidratado de manganeso. Si es expuesta al aire en breves minutos de deshidrata de forma irreversible convirtiéndose en metaswitzerita ((Mn2+)3(PO4)2·4H2O) -palideciendo su color rosado-, por lo que todas las switzeritas que encontramos en colecciones deben ser consideradas metaswitzeritas a no ser que se hayan encerrado rápidamente al vacío.
Además de los elementos de su fórmula, suele llevar como impureza hierro.

## Formación y yacimientos
Aparece en complejos zonados de rocas pegmatitas tipo granito.
Suele encontrarse asociado a otros minerales como: metaswitzerita, vivianita, hureaulita, triplita, bermanita, fosfosiderita, leucofosfita, strengita, paulkerrita, scholzita, parahopeíta, fosfofilita o rockbridgeíta.